# Schloss

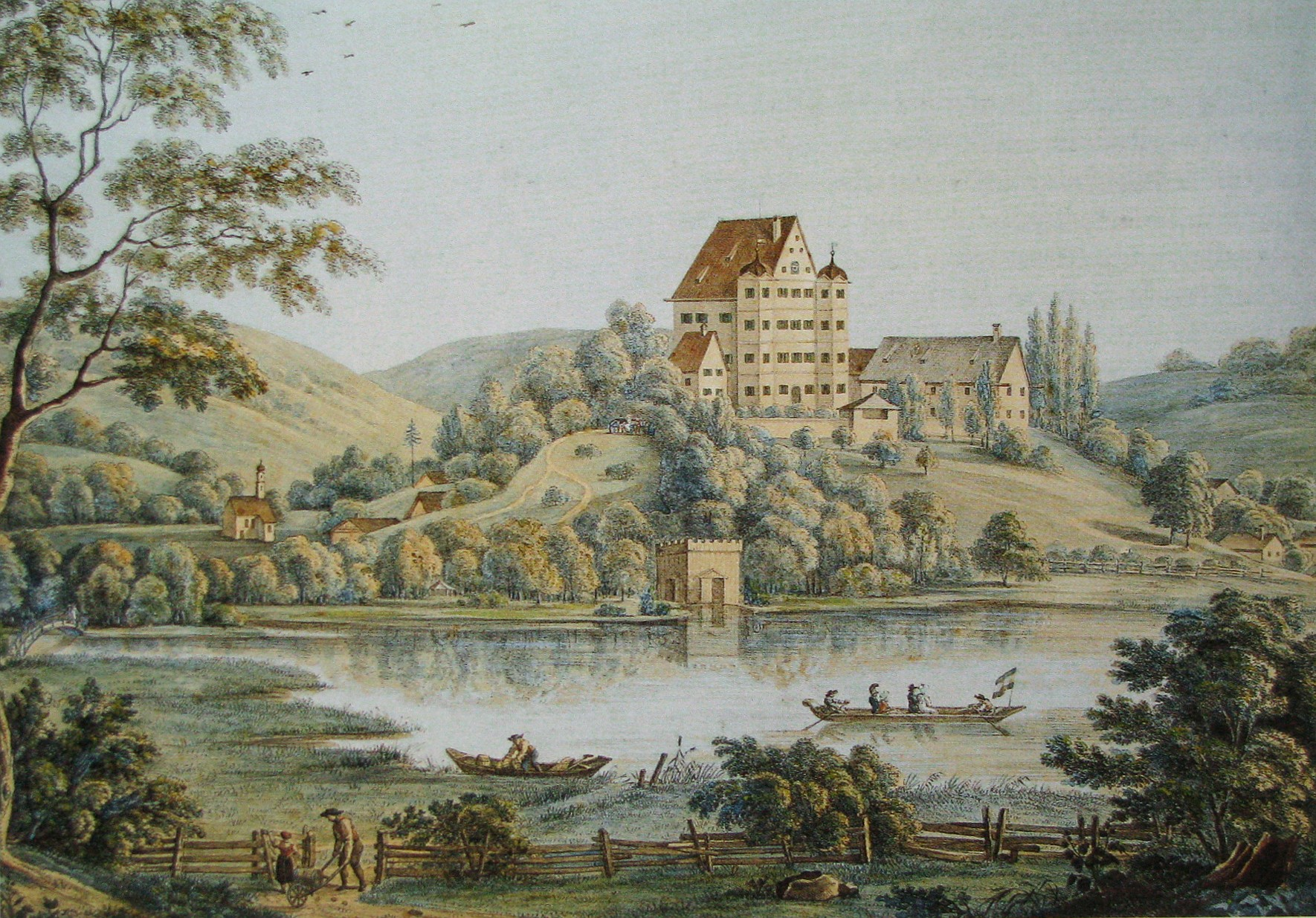
Aspecto do Schloss Leutstetten em 1817.

Schloss (pronúncia em alemão: [ʃlɔs]; pl. Schlösser), anteriormente escrito Schloß, é o termo alemão para um edifício semelhante a um castelo, palácio ou château; ou o que, nas ilhas britânicas, poderia ser conhecido como uma casa de campo.